# Semiothisa tattaria
Semiothisa tattaria là một loài bướm đêm trong họ Geometridae.